# Amchitka
Amchitka ist eine vulkanische, tektonisch instabile Insel im Südwesten Alaskas. Sie gehört zu den Rat Islands, einer Inselgruppe der Alëuten. Amchitka ist etwa 68 km lang und zwischen 3 und 6 km breit. Die Insel weist eine Fläche von 308,6 km² auf und erreicht eine Höhe von 373 m über dem Meer. Sie hat ein maritimes Klima mit vielen Stürmen und einem meistens bewölktem Himmel.
Die Insel, die mehr als 2500 Jahre von den Unangan bewohnt wurde, wird seit 1832 nicht mehr permanent bewohnt.
Zusammen mit Alaska wurde die Insel 1867 von Russland, das sich in einer prekären finanziellen Situation befand, im Alaska Purchase an die USA verkauft.
Im Zweiten Weltkrieg wurde sie als Flugplatz von der USAAF für die Schlacht um die Aleuten benutzt.
Später wurde die Insel von der United States Atomic Energy Commission als Testplatz für unterirdische Kernwaffen ausgewählt.

## Kernwaffentests auf Amchitka
Auf Amchitka fanden folgende drei Tests statt:
- 29. Oktober 1965: Long Shot, eine 80 Kilotonnen Kernwaffe
- 2. Oktober 1969: Milrow, eine 1 Megatonnen Kernwaffe
- 6. November 1971: Cannikin, eine <5 Megatonnen Kernwaffe, der größte unterirdische Kernwaffentest, den die USA bisher durchgeführt haben.

Heute werden auf Amchitka keine Kernwaffentests mehr durchgeführt, aber die Insel wird auf das Entweichen von radioaktiven Substanzen überwacht.

### Amchitka und Greenpeace
Die Tests waren umstritten. Besonders von Cannikin, dem letzten Test im Jahr 1971 in 1790 Metern Tiefe, befürchteten Umweltschützer, dass er schwere Erdbeben und Tsunamis auslösen könnte.
Die Vorbereitungen für den dritten Kernwaffentest auf Amchitka waren einer der Auslöser zur Gründung von Greenpeace. Aufgrund dessen veröffentlichte Greenpeace Ende 2009 ein Musikalbum mit dem Titel „Amchitka“. Es handelt sich dabei um eine Aufnahme des Benefizkonzerts vom 16. Oktober 1970 zur Finanzierung der Proteste gegen den letzten Test. Das Greenpeace-Gründungsmitglied Irving Stowe konnte mit Unterstützung von Joan Baez Joni Mitchell als Künstlerin gewinnen. Weitere Musiker waren James Taylor und Phil Ochs.